# Sân vận động bóng đá Gwangyang
Sân vận động bóng đá Gwangyang, có biệt danh là "Dragon Dungeon", là một sân vận động dành riêng cho bóng đá ở Gwangyang, Hàn Quốc. Sân hiện được sử dụng chủ yếu cho các trận đấu bóng đá. Đây là sân nhà của Jeonnam Dragons. Sân vận động có sức chứa 13.496 khán giả. Sân được xây dựng vào năm 1992 và được khánh thành vào năm 1993.